# Albert Meyeringh
Albert Meyeringh (ou Meijeringh ou Meyering) est un peintre néerlandais né en 1645, décédé en 1714. Spécialisé dans le paysage il subit l'influence d'artistes comme Nicolas Poussin, Gaspard Dughet ou son compatriote et ami Johannes Glauber. Ses œuvres sont rares en France, un certain nombre se trouvent en Allemagne.

## Œuvres
- Hambourg, Kunsthalle, Paysage arcadien.
- Brunswick, Herzog Anton Ulrich-Museum, Paysage idéal avec Mercure et Hersé, daté de 1689.
- Brunswick, Herzog Anton Ulrich-Museum, Paysage idéal avec des personnages près de l'eau, daté de 1686.